# Struthisca liopercna
Struthisca liopercna is een vlinder uit de familie van de zakjesdragers (Psychidae). De wetenschappelijke naam van deze soort is voor het eerst voorgesteld als Ctenocompa liopercna door Edward Meyrick in een publicatie uit 1917.
De soort komt voor in India.